# Локниця (Україна)
Локни́ця — село в Україні, у Локницькій сільській громаді Вараського району Рівненської області. Населення становить 1127 осіб.

## Географія
Розташоване, в основному, на правому березі р. Млинок і оточене лісами, які колись були малопрохідні.
За три кілометри від села проходить вузькоколійна залізниця Антонівка — Зарічне. Її довжина становить 106 кілометрів. Залізниця проходить районами глухого і незайманого, місцями, Полісся.
В селі є школа І—ІІІ ступенів, ліцей, будинок культури, бібліотека, лікарня сімейної медицини, відділення зв'язку.

## Історія
Перша згадка про село датується 1561 роком.
Назва вірогідніше походить від литовського лит. lokys — «ведмідь» чи «ведмежий кут».
На фронтах другої світової війни брали участь 211 жителів села, з них 133 нагороджено, 68 загинули. На їх честь в селі встановлено обеліск.

## Населення
За переписом населення 2001 року в селі мешкало 1 187 осіб.

### Мова
Розподіл населення за рідною мовою за даними перепису 2001 року:
| Мова       | Відсоток |
| ---------- | -------- |
| українська | 99,91 %  |
| російська  | 0,09 %   |